# イワアカバナ
イワアカバナ（岩赤花、学名：Epilobium amurense subsp. cephalostigma）は、アカバナ科アカバナ属の多年草。ケゴンアカバナを分類上の基本種とする亜種。

## 特徴
基本種のケゴンアカバナに似るが全体にやや大きい。茎は直立して、高さは25-100cmになり、上部では多く枝を分ける。茎にはふつう全体に短い曲がった毛が生え、節間に2列の毛を密生させた稜線があるが、ときに無毛のものもある。葉は対生し、葉身は長楕円形から長楕円状披針形で、長さ3-9.5cm、幅8-30mm、先端は鋭形、縁には不規則なとがった鋸歯があり、基部はくさび形になり短い葉柄となる。葉の裏面の葉脈上に毛が生える。
花期は7-9月。花は茎上部の葉腋から単生し、白色または淡紅色をしている。萼裂片は4個あり、裂片は卵状披針形で長さ4-5mmになり、筒部とともに毛がある場合とない場合がある。花弁は4個あり、広倒卵心形で長さ4.5-7mmになり、先端が2浅裂する。雄蕊は8個あり、そのうち4個が長い。雌蕊の柱頭は球状にふくらむ。果実は4稜形の細長い蒴果で直立し、長さ3.5-7cmになり、まばらに短い伏した毛が生えるかときに無毛で、熟すると先端から裂開する。果柄は長さ0.3-1.3cmになる。種子は長さ0.8-1.2mmで、細かい乳頭状突起があり、汚白色の冠毛状の長い毛（種髪）がつき、風によって飛ばされる。

## 分布と生育環境
日本では、南千島、北海道、本州、四国、九州に分布し、山間の渓流沿いや湿り気のあるところ、またはやや乾いた斜面に生育する。世界では沿海地方、アムール、朝鮮半島、中国大陸などに分布する。

## 名前の由来
和名のイワアカバナは、「岩赤花」の意で、湿った岩上に生育するからつけられたが、岩場にのみ生えるというわけではない。
亜種名の cephalostigma は、「頭状の柱頭」の意味。

## 基本種
本亜種の分類上の基本種にケゴンアカバナ（華厳赤花、学名: Epilobium amurense Hausskn.）があり、茎の高さは20-50cmとイワアカバナに比べると小さく、茎の節間に毛を密生する2本の稜線があって他は無毛。日本では、南千島、北海道、本州、四国に分布し、亜高山帯の渓流沿いや乾いた斜面に生育する。
本亜種はもともとアカバナ属の独立種 Epilobium cephalostigma とされていたが、1992年にアメリカ合衆国の植物学者であるピーター・ハミルトン・レーブンらによって、ケゴンアカバナ E. amurense の亜種と位置づけられ、記載発表された。それまでの日本の植物図鑑、たとえば、平凡社『日本の野生植物 草本II』、保育社『原色日本植物図鑑 草本II』、至文堂『日本植物誌』などでは独立種として扱われていた。

## 下位分類
白花品種をシロバナイワアカバナ Epilobium amurense Hausskn. subsp. cephalostigma (Hausskn.) C.J.Chen, Hoch et P.H.Raven f. leucanthum (Honda) Yonek. と区分することがある。品種名 leucanthum は「白い花の」の意味。

## ギャラリー

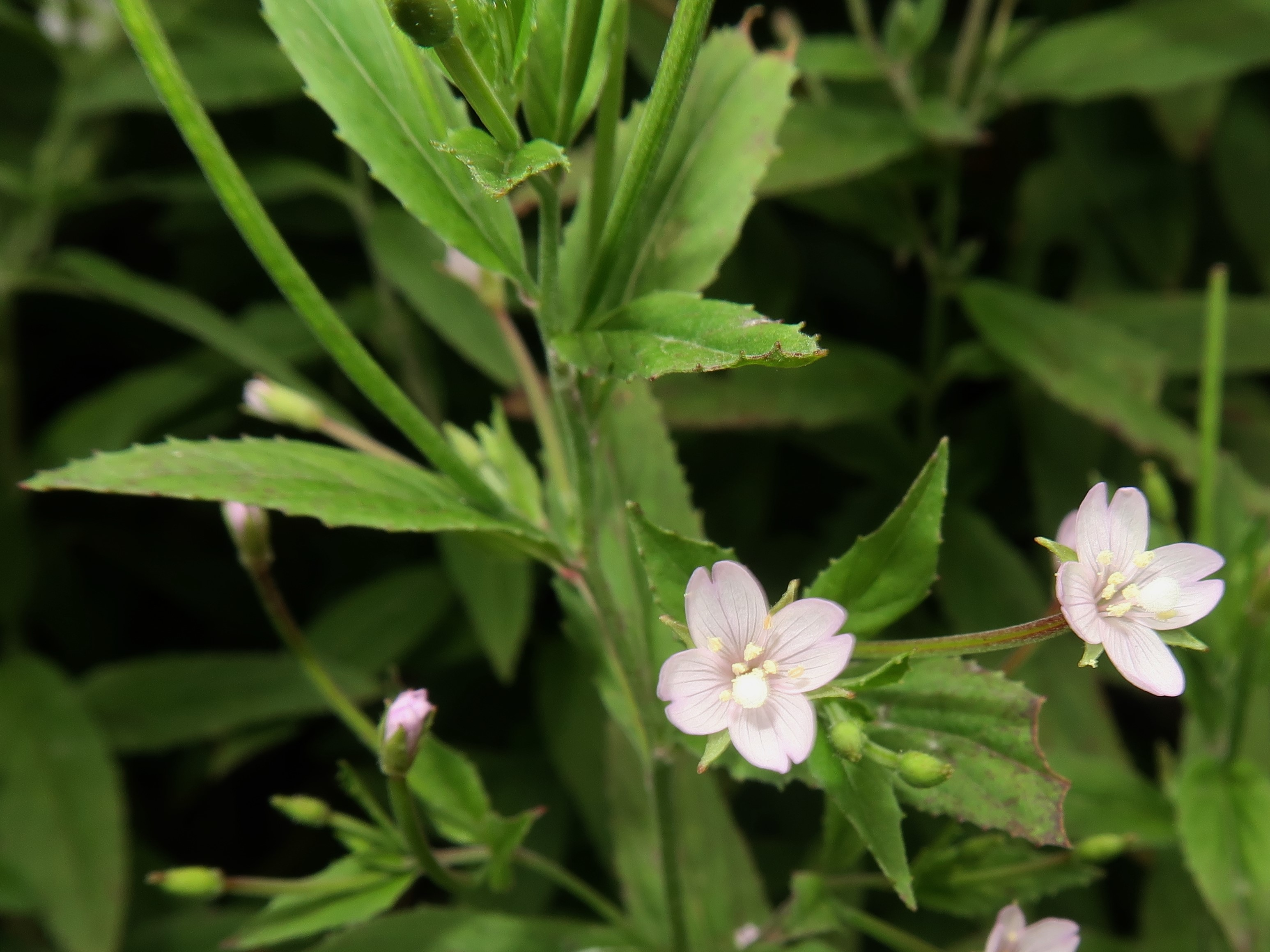
柱頭が球状にふくらむ。
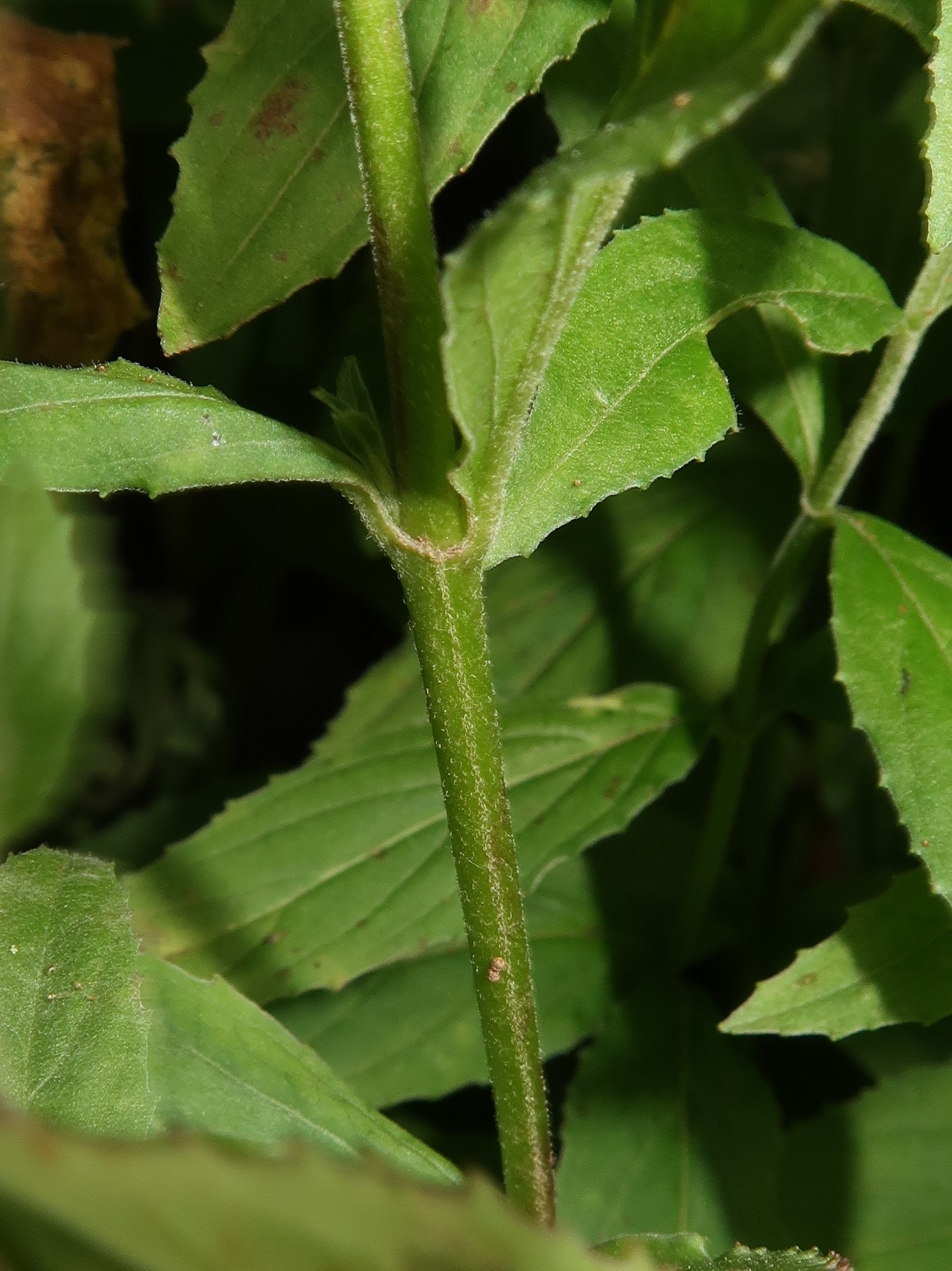
茎にはふつう全体に短い曲がった毛が生え、節間に2列の毛を密生させた稜線がある。